# Védské náboženství
Védské náboženství je historické náboženství Indoárjů, které vzniklo okolo roku 1 500 př. n. l., svého vrcholu dosáhlo v první polovině 1. tisíciletí př. n. l. a později se transformovalo v hinduismus, přičemž většina významných božstev tohoto období si zachovala jen velmi malou důležitost. Ústředním prvkem tohoto náboženství jsou soubor posvátných textů zvaný védy. Od védského náboženství je někdy oddělován bráhmanismus, přechodová fáze mezi ním a klasickým hinduismem. Někdy je však tento výraz užíván jako synonymum.
Védské náboženství je stále chápáno jako kontinuální součást indického myšlení a kultury. Svůj význam si zachovává především literatura, která jako šruti „to co bylo slyšeno“ je stále chápána jako nejvýznamnější část hinduistických textů. Védský rituál byl praktikován, včetně navazující tradice, vedle hinduismu hlavního proudu až do pozdního středověku, a ještě v 21. století stále přežívá v několika bráhmanských školách v prakticky nezměněné podobě. Na druhé straně mnohé z této tradice je ztraceno a védské náboženství jako celek lze rekonstruovat jen do jisté míry.

## Mytologie
Mezi nejvýznamnější védská božstva patří následující:
- Indra – hromovládce a král bohů
- Agni – bůh ohně
- Sóma – bůh stejnojmenného opojného nápoje
- Ašvinové – božští blíženci
- Varuna – strážce kosmického řádu rta
- Mitra – bůh smluv
- Ušas – bohyně úsvitu
- Váju – bůh větru
- Savitar – nejspíše sluneční božstvo
- Púšan – ochránce cestovatelů
- Brhaspatí – mudrc a učitel bohů
- Súrja – bůh slunce
- Djaus a Prthiví – Nebe a Země
- Ápah – nebeské vody
- Višnu
- Rudra – pozdější Šiva

## Prameny
Téměř všechny védské sbírky představují soubor textů vzniklých v různých dobách a uspořádaných do jednotné formy svými redaktory. Způsob jakým vznikaly a v jakém období lze určit pouze přibližně a to na základě jejich obsahu a jazykového rozboru. Například Rgvéd odráží náboženství a mytologii Praindoevropanů, ale tato vrstva byla transformována vrstvou indoíránskou a nakonec indoárjovskou, přičemž určitý vliv na něj nejspíše měly představy předárjských obyvatel Indie jako Drávidů či Mundů. K jeho redakci a kodifikaci a to v ústní podobě došlo nejspíše kolem roku 1 500 př. n. l. Z téže doby nejspíše pochází nejstarší části ostatních sanhit, k jejichž konečné kodifikaci došlo před koncem první poloviny 1. tisíciletí př. n. l.
Mezi sanhity, védy v užším slova smyslu, náleží čtyři sbírky textů seřazené podle svého stáří:
- Rgvéda - soubor oslavných hymnů (súkta) na bohy
- Jadžurvéda - soubor obětních formulí
- Sámavéda - soubor nápěvů, příručka obětního zpěváka udgátara
- Atharvavéda - soubor zaklínadel a magických formulí

V době kodifikace mladších sanhit, vznikly k sanhitám prozaické komentáře, zvané bráhmany „bráhmanské (výklady)“, které se zaobírají rituální praxí i mýty a jejich interpretací, včetně gramatické. Jejich obsah lze dělit na vidhi – rituální pravidla, arthavády – zdůvodnění těchto pravidel, a brahmódjy – disputace. Taktéž v nich lze nalézt velké množství mýtů, teologických spekulací, výkladů filosofických pojmů – především pojmů brahman - nejvyšší a nepopsatelný duchovnm princip, a átman – osobní duchovním princip. Z filosofie bráhmanů později hojně čerpali upanišady.
Jednotlivé bráhmany byli chápány jako výklad ke konkrétním sanhitám. K Rgvédu tak náleží:
- Aitaréjabráhmana
- Kaušítakibráhmana

K Samavédu náleží:
- Paňčavimšabráhmana
- Džaiminíjabráhmana

K Bílému Jadžurvédu náleží:
- Šataprathabráhmana

K Černému Jadžurvédu náleží:
- Taittiríjabráhmana

K Atharvavédu náleží:
- Gópathabráhmana

Z téhož období pochází áranjaky „lesní knihy“, popisující a vysvětlující různé rituály. O něco později, přibližně do roku 300 př. n. l. vznikaly rané upanišady zaměřující se především filosofické koncepty načrtnuté v bráhmánách jako brahman a átman, což vedlo k oslabení významu rituálu a zániku védského náboženství a jeho nahrazení klasickým hinduismem.

## Interpretace
Tradiční výklad chápe védské náboženství jako náboženství Indoárjů, kteří okolo roku 1 500 př. n. l. osídlili severní Indii a postupně vytlačovali domorodé Drávidy a Mundy, kteří snad byli nositelem vyspělé harappské kultury, na jih. Ústředním prvkem tohoto náboženství byly posvátné texty, zjevené dávným mudrcům, zvané védy – jejich interpretace badateli je rozdílná: někteří je vykládají jako doklad monistického charakteru védského náboženství, jiní jako doklad polytheismu či henotheismu. V následujících staletích došlo k nevyhnutelnému míšení Árjů s domorodým obyvatelstvem, čemuž se první jmenování pokusili zabránit vytvořením kastovního systému na jehož vrcholu stáli bráhmani – kněžská vrstva. Bráhmani přijali védského náboženství jisté prvky z domorodých náboženství a zároveň skrze svůj monopol na duchovní vědění posílili svou moc – o této fázi se hovoří jako o bráhmanismu. „Bezduchý ritualismus“ kněžské třídy a kastovní systém však byl zpochybněn putujícími aspekty zvanými šramanové, jejichž učení vedlo ke vzniku protestních náboženství buddhismu a džinismu. Následný úpadek bráhmanismu byl později zastaven inkorporací buddhistických a džinistických prvků do kněžského učení, což vedlo ke vzniku klasického hinduismu, včetně jeho současných nejvýznamnějších směrů: višnuismu a šivaismu.
Takový výklad však naráží na terminologické potíže pojmu hinduismus a jeho interpretace role bráhmanů, významu védské literatury a vzniku buddhismu a džinismu je problematická. Pojem hinduismu je problematický z důvodů neexistence jednotící doktríny či věrouky – u mnoha hinduistických skupin či jednotlivců nehrají „bytostně hinduistické“ koncepty jako karma, mókša nebo reinkarnace hrají malou či dokonce žádnou roli. Znalost védských textů mezi hinduisty velice nízká, podle odhadu Agehanandy Bharatiho zná alespoň názvy jednotlivých védů sotva pět procent z nich, a také názory jaké texty vlastně mezi védy patří se výrazně liší – z těchto důvodů je problematické interpelovat význam těchto textů pro „védské“ náboženství. Nejistý je také výklad bráhmanů jako kněžské vrstvy, členové této varny se věnují mnoha povoláním – již v puránách je za vhodné zaměstnání bráhmanů mimo jiné uváděno i zemědělství a paběrkování na polích, taktéž není nijak doložen jejich monopol na provádění rituálů. Kromě toho není jasné jak by měl být prováděn údajný nátlak této vrstvy na nižší varny, když nikdy netvořili žádnou organizaci. Problematická je i interpretace vzniku buddhismu a džinismu jako revolty proti bráhmanům a kastovnímu systému vůbec.

### Hledání prvotního monotheismu
První významná reflexe védského náboženství se objevila u raných britských orientalistů přelomu 17. a 18. století jako byl John Zephaniah Holwell, Alexander Dow, William Jones a Henry Thomas Colebrooke. Ústředním prvkem jejich myšlení byla křesťanská představa o prvotním monotheismu, který později degeneroval v polytheismus, pohanství a idolatrii, a snaha o interpretaci védského náboženství v duchu jejich vlastního náboženského přesvědčení deismu. Toto pojetí, navazující na předkoloniální chápání indického náboženství západními učenci, vzniklo ještě v době védy byli orientalistům prakticky neznámé a kdy znalosti indických jazyků, především sanskrtu, byly mezi těmito badateli velice nízké.
Holwell tak ve svém díle uvádí příběh o zjevení Božím andělovi Brahmovi, který předal lidem náboženství, které bylo později jiným andělem sepsáno jako posvátné texty, jiní andělé se zase obrátili proti Bohu a padli – jedná se o příběh očividně vymyšlený. Podle názoru tohoto orientalisty byli bráhmani původně kněžími tohoto náboženství, ale zaslepeni mocí posvátné texty pozměnili a despoticky vládli Indii. Dow, další z badatelů, vykládal polytheistický panteon jako uctívání Božích přívlastků a William Jones chápal svou hypotézu o příbuznosti indických a evropských jazyků především jako nástroj k rekonstrukci starobylého čistého monotheismu a potvrzení biblické etnologie. O tom že védské náboženství bylo monotheismem byl přesvědčen také Henry Thomas Colebrooke – kult hrdinů a avatárů považoval za pozdější inovaci.
Horace Hayman Wilson působící v první polovině 19. století vytvořil model tří vývojových fází hinduismu: védský monotheismus, uctívání hrdinů eposů a nakonec pantheismus purán spojený s nárůstem kultu Višnua a Šivy. Také vyložil vznik buddhismu a džinismu jako revoltu proti védům a bráhmanům. Ve Wilsonově době, jak sám uznal, byla znalost védů velmi slabá, ve svém díle vycházel pouze z překladu první knihy Rgvédu, upanišad a několik fragmentů z jiných textů. Monier Monier-Williams, Wilsonův žák, chápal vývoj indického náboženství jako vývoj od uctívání přírody k theismu, polytheismu, antropomorfismu a pantheismu – zároveň však trval na tom že védské náboženství nebylo idolatrií, ale stále bylo primitivním monotheismem. Monier-Williams taktéž vytvořil pojem bráhmanismus, kterým označoval údajné rozbujení ritualismu následující védskému období. Taktéž Max Müller považoval za základ náboženství, včetně indického prvotní monotheismus a křesťanství chápal jako jeho vyvrcholení. William Urwick mladší ve své populární práci z roku 1885 pak použil Monier-Williamsův termín brahmánismus jako označení pro védské náboženství.

### Vztah k indoevropskému náboženství
Védská mytologie obsahuje řadu paralel k dalším indoevropským tradicím. V rovině jednotlivých božstev je lze dělit na etymologické a funkční. K příkladům prvního typu náleží například jméno védského nebeského boha Djause vycházející z praindoevropského *D(i)jéus nebo bohyně úsvitu Ušas odpovídající praindoevropskému *H2usós. Ve funkční rovině zase odpovídají například Ašvinové indoevropským božským blížencům nebo ochránce cestovatelů Púšan odpovídající řeckému Hermovi a Panovi.
Ve védském náboženství je také shledáváno trojfunkční schéma – podle hypotézy George Dumézila universálního klasifikační schématu Indoevropanů, zahrnující svrchovanost, válku a plodnost. Podle Jaana Puhvela tyto tři funkce odpovídají prvním třem varnám indické společensti: bráhmanům, kšatrijům a vaišjům, a projevují se i výčtu božstev ve védské literatuře:
| Funkce       | Mittanijské smlouvy | Rgvéd 5.51   | Rgvéd 8.1    | Atharvavéd 6.74 | Atharvavéd 5.3 |
| ------------ | ------------------- | ------------ | ------------ | --------------- | -------------- |
| První funkce | Mitra, Varuna       | Áditjové     | Áditjové     | Áditjové        | Áditjové       |
| Druhá funkce | Indara              | Indra a Váju | Indra a Agni | Marutové        | Rudrové        |
| Třetí funkce | Našattija           | Vasuové      | Vasuové      | Vasuové         | Ašvinové       |

Proti hypotéze trojfunkčního dělení védské společnosti však stojí názory které zpochybňují existenci zřetelně odlišených tříd či kast v tomto období zastávané například indologem Fritsem Staalem a historikem Upinderem Singhem. Čtyři varny jsou sice uváděny v Puruša súktě, devadesátém hymnu desáté mandaly Rgvédu, ale verše které je zmiňují jsou považovány za pozdější dodatek.

### Vztah k íránskému náboženství
Védské náboženství také úzký vztah k náboženství íránskému vzhledem ke společným kořenům z indoíránského období, proto se také hovoří o indoíránském náboženství. Zarathuštrická Avesta je tak velmi blízká védům: jazykem, formulacemi, dokonce některé části hymnů jsou svými přesnými protějšky a to včetně metra. Mezi koncepty a božstva které mají své zastupce v obou tradicích náleží například dvojice rta – aša, asura – ahura, déva – daéva, sóma – haoma, Mitra – Mithra, Apám Napát – Apam Napát nebo Jama – Jima.
Zároveň jsou však védské náboženství a zarathuštrismus a jiná íránská náboženství výtvorem specifické tradice a lze mezi nimi nalézt řadu rozdílů. Zatímco ve védech je slovo déva označením pro bohy a slova asura se stává označením jejich protivníků, tak v zarathuštrismu jsou daivové démoni a výrazem ahura jsou titulována nejvyšší božstva. Existují řada hypotéz o vzniku těchto rozdílů.